# Rally aéreo

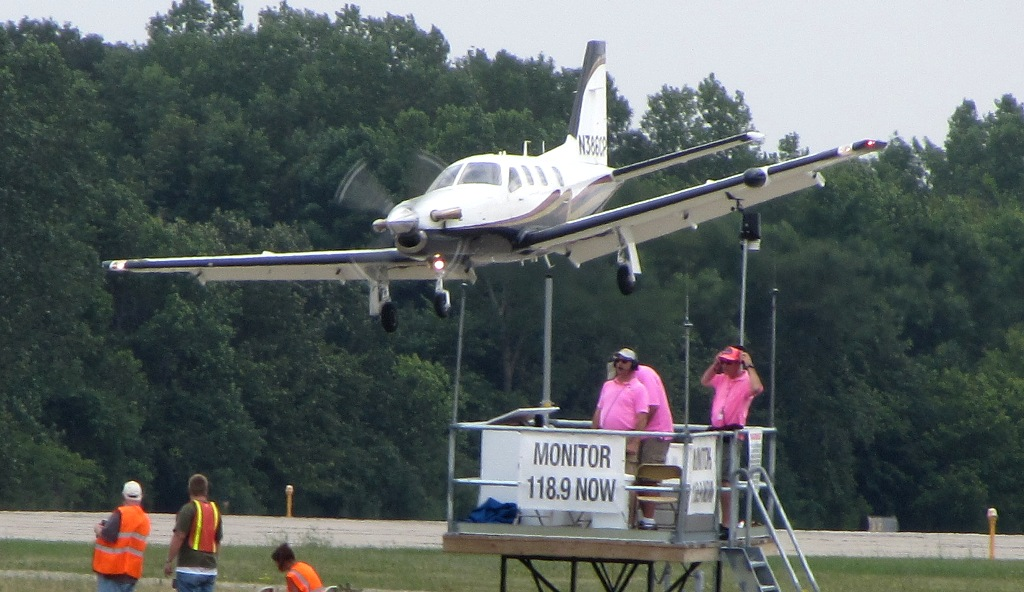
Aterrizajes de precisión de Socata

Rally aéreo, rally rlying o air rally, es una manifestación deportiva aeronáutica que tiene por objetivo el recorrido preciso de un trazado junto a la observación de elementos que jalonan ese trazado, así como pruebas de aterrizaje de precisión, lo que suele requerir la cooperación de dos tripulantes, un piloto y un navegante, conformando una tripulación. Una actividad que hunde sus orígenes en los inicios de la aviación, sirviendo como muestra de las habilidades y capacidades, tanto de las tripulaciones como de los aeroplanos, así como motivo de confraternización y convivencia entre personas amantes del vuelo.

## Historia
Aun cuando el D.L.E., en la acepción de rally considere únicamente «competición deportiva de automóviles o motocicletas, celebrada en carreteras abiertas y otros caminos», no cabe duda de la existencia de los rallys aéreos desde los albores de la aeronáutica, como modos de exposición, divulgación de los métodos, de los aviones propiamente dichos, así como modo de comercializar, popularizar su uso y aplicación, muestra de lo cual es la fotografía de la 1ª reunión de Aviación celebrada en el Indianapolis Motor Speedway en junio de 1910, transcurridos únicamente siete años desde el primer vuelo de los Hermanos Wright.

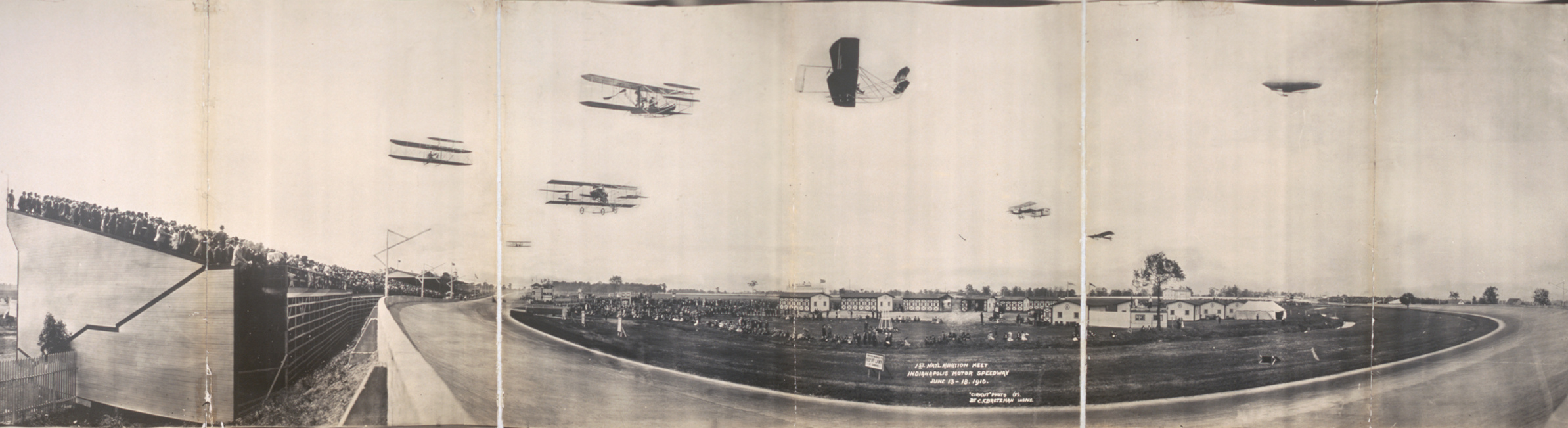
Meeting de aviación, Indianapolis, 1910. 6 años, 5 meses y 29 días EAE.

El concepto de vuelo de rally, rally aéreo, junto a vuelo de precisión, comenzó a desarrollarse en los países escandinavos entre las dos guerras mundiales, época conocida como período de entreguerras, teniendo por objetivo contrastar un conjunto de habilidades que combinaban la caza, el vuelo y el esquí de fondo, lo que incluía volar a algún punto remoto, aterrizar en las montañas, esquiar a un lugar predeterminado, disparar a un blanco y luego volar al siguiente punto, para repetir el ejercicio.
A finales de los años cuarenta, más países se interesaron por el concepto y, a lo largo de los años, se elaboró un conjunto de normas que se centraban únicamente en los aspectos de vuelo. Una evolución posterior fue dividir el deporte en dos disciplinas, el Vuelo de Precisión y el Vuelo de Rally, siendo el Vuelo de Precisión un esfuerzo en solitario, de un solo piloto, mientras que el Vuelo de Rally es una operación con dos tripulantes, piloto y navegante, conformando un equipo, una tripulación.
Inicialmente el deporte fue dominado por los inventores, los países escandinavos, pero más tarde los países de Europa del Este comenzaron a dominar las pruebas. Finalmente, transcurridos los años, los Campeonatos Mundiales se celebran regularmente con participantes de todo el mundo.

## Objetivos
La disciplina del Rally Aéreo tiene como objetivo mejorar los niveles de vuelo elemental, permitiendo a un equipo (Tripulación de Rally) perfeccionar su navegación y manejo de su avión, obteniéndose este propósito general subrayando la capacidad de navegar mediante unas instrucciones de ruta dadas, usando los instrumentos básicos, promoviendo la capacidad de seguimiento de una ruta precisa, según unos tiempos de vuelo ajustados.
Por otro lado, se potencia la capacidad de realización de tareas de observación real mientras se efectúa la navegación, dentro de unos márgenes temporales prefijados, siendo todas estas habilidades, junto a la capacidad de controlar el avión en una parrilla de aterrizajes corta y estrecha, estructuradas en una serie de pruebas, juzgadas y puntuadas de acuerdo a los oportunos reglamentos.

## Pruebas
Dentro de las amplias Reglas Generales, de uso y aplicación habitual, se hace una mención específica sobre el uso del registrador de datos, Datalogger, grabadores GPS o GPS-loggers, que se determinan como de uso obligatorio para la mayoría de competiciones, unas especificaciones que se basan en los requerimientos para los equipos de grabación de datos de vuelo que se establecen en A 2.4 Flight Data Recording Equipment.
Es un equipamiento cuya responsabilidad recae en cada tripulación, estando el equipo obligado a proveer a la organización del software de descarga, así como elementos complementarios y necesarios para poder descargar sus dispositivos, una información que permitirá al organizador chequear si el competidor ha ejecutado su vuelo de acuerdo a las instrucciones dadas.
Prueba de Regularidad (Crono)
La prueba de regularidad, generalmente conocida como crono, se basa en la realización de un recorrido previamente diseñado, que se refleja y expone en forma de rutómetro, unas notas que conforman el Trazado de la Prueba de Navegación, en que se especifican los puntos de giro (TP's),  también Checkpoint, puntos que, a su vez, determinan los tramos que componen, o en que se divide, la prueba de navegación.
Prueba de Identificación
La prueba de identificación o de observación consiste en la identificación de distintos elementos representados por fotografías y, si es posible, por paineles en tierra.
Para ello, a cada tripulación se le proporcionan distintos juegos de fotografías correspondientes a Check Points y a las fotos intermedias, de modo que el trazo o recorrido a realizar se corresponda con el rutómetro diseñado.
Aterrizajes de Precisión
La prueba de aterrizaje de precisión pretende determinar la máxima aproximación del primer punto de contacto con tierra en el momento del aterrizaje con respecto a las marcas o franjas determinadas, establecidas por el jurado y organización.
Para disponer de criterios que ayuden a determinar la exactitud de las mediciones, los aterrizajes deberán ser grabados por al menos dos videocámaras que puedan asistir al juez de tomas sobre la posición exacta del aterrizaje, o al jefe de jueces en el caso de una reclamación o al jurado cuando estudia una protesta.
Así mismo, en el reglamente de la prueba, se determinan toda una serie de factores o circunstancias, como viento cruzado, que pueden influir en la realización de esta prueba.

## Histórico de Rallys Aéreos
Los rallys aéreos son encuentros que han tenido lugar, prácticamente, desde el nacimiento del vuelo en avión, teniendo carácter local —organizado por un aeroclub para disfrute o confraternización de sus asociados—, carácter regional, nacional, internacional o con ámbito de encuentro o competición mundial.

### Campeonatos del Mundo
- XVIII Campeonato del Mundo de Rally Aéreo, celebrado entre el 3 y 9 de septiembre de 2012 en Castellon de la Plana, organizado por el Aeroclub de Castellón[7]

### Rallys inter- regionales

#### I Rally Internacional Copa de los Pirineos
El 21 de junio de 1958 se dio salida a la primera, de las dos etapas del I Rally Internacional Copa de los Pirineos, con salida en Lérida y llegada a Toulouse en una ruta que llevaría a los participantes por Reus, Mataró, Cabo de Creus y Carcasona.
La segunda etapa haría el recorrido de vuelta entre Toulouse y Lérida, pero esta vez los participantes deberían volar cerca de ciudades como Biarritz, San Sebastián, Pamplona y Huesca para proceder desde esta última, finalmente, a Lérida. En esta primera edición de la Copa de los Pirineos, se contó, además de con aeronaves españolas, también con participantes de otros países de Europa aun cuando, el mal tiempo reinante en algunas zonas del continente, hizo que muchos de los participantes que aspiraban a tomar salida en la primera etapa no pudiesen llegar a Lérida.